# Jungfrau (Kirchentitel)

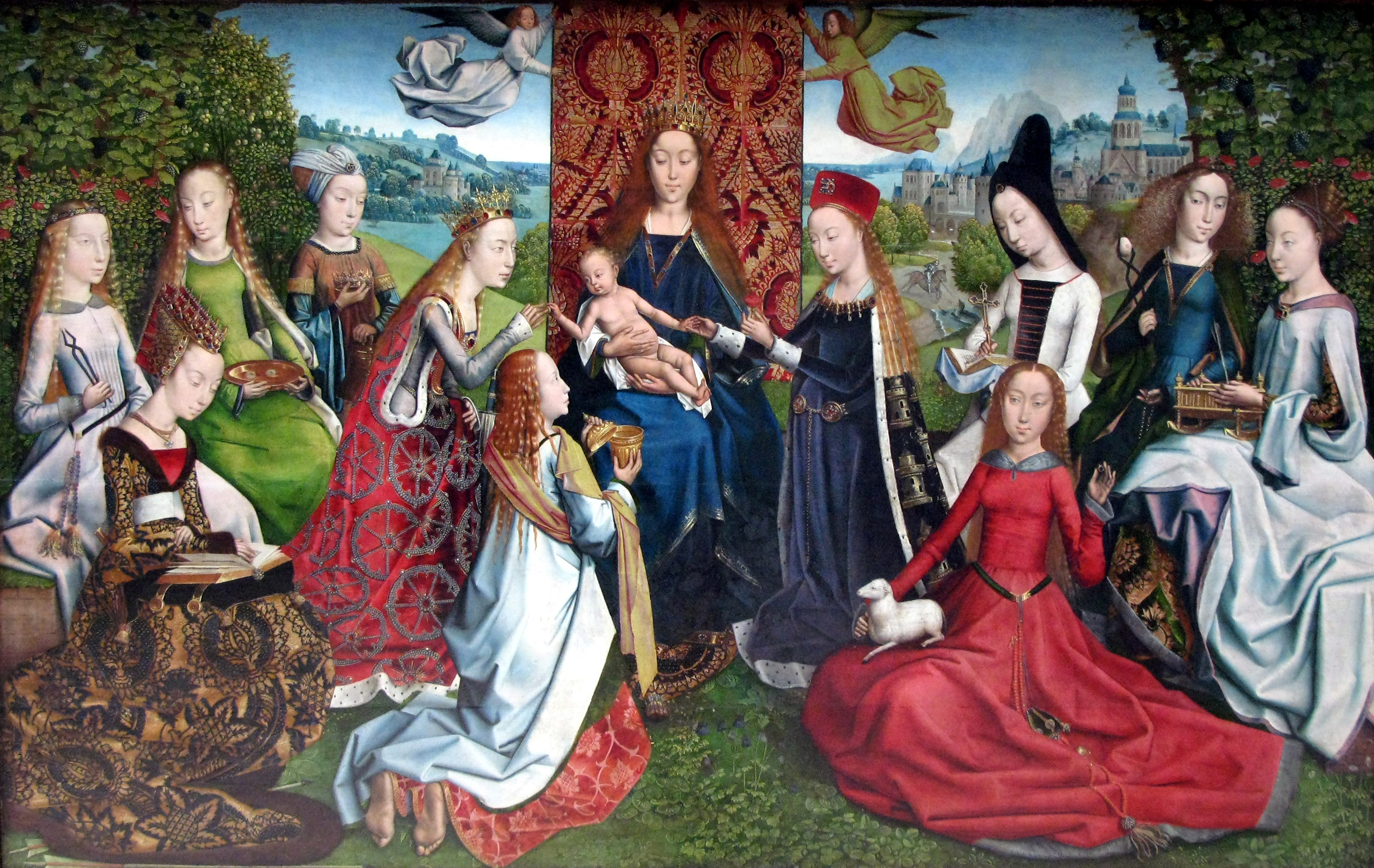
Virgo inter virgines, unbekannter Künstler Ende des 15. Jahrhunderts. Die Jungfrau Maria umgeben von heiligen Jungfrauen (erkennbar an ihren Heiligenattributen).

Jungfrau ist eine ehrende Bezeichnung, die die katholische und die orthodoxe Kirche für weibliche Heilige und Selige verwenden, die geweihte Jungfrauen, Nonnen bzw. Ordensschwestern oder Frauen waren, die ein Leben in vollkommener Keuschheit führten. Die Bezeichnung Jungfrau wird daneben insbesondere auf die Angehörigen des Ordo Virginum, die geweihten Jungfrauen in der Welt oder in monastischen Orden, verwendet.
Zu den bekanntesten heiligen Jungfrauen gehören Agatha von Catania, Agnes von Rom, Cäcilia von Rom, Scholastika von Nursia, Lucia von Syrakus, Katharina von Alexandrien und Katharina von Siena.
Die heiligen Jungfrauen haben in den Commune-Texten des römischen Meßbuches und des Stundenbuches eigene Texte und Messformulare. In der Liturgie wird die Jungfrau Maria in der Allerheiligenlitanei und in der Lauretanischen Litanei als „Heilige Jungfrau über allen Jungfrauen“ oder „Königin der Jungfrauen“ angerufen. Ein Lied von Maria Luise Thurmair über die Jungfrauen findet sich im Gotteslob, Ausgabe 1975 (Nr. 613).